# Myślatycze (gmina)
Gmina Myślatycze – dawna gmina wiejska funkcjonująca w latach 1941–1944 pod okupacją niemiecką w Polsce. Siedzibą gminy była wieś Myślatycze.
Gmina Myślatycze została utworzona przez władze hitlerowskie z terenów okupowanych przez ZSRR w latach 1939–1941 (vide rejony krukienicki i mościski), stanowiących przed wojną gminę Hussaków oraz części gmin Mościska (Koniuszki Nanowskie, Pakość i Rustweczko) i Pnikut (Hańkowice) w powiecie mościskim w woj. lwowskim (gminy Hussaków i Pnikut zniesiono pod okupacją).
Gmina weszła w skład powiatu lwowskiego (Kreishauptmannschaft Lemberg), należącego do dystryktu Galicja w Generalnym Gubernatorstwie. W skład gminy wchodziły miejscowości: Balice, Bojowice, Bolanowice, Hańkowice, Horysławice, Hussaków, Jordanówka, Koniuszki Nanowskie, Lutków, Moczerady, Myślatycze, Pakość, Radochońce, Rustweczko, Tamanowice i Złotkowice.
| Miejscowości / gromady | Rejon w ZSRR (1939–1941) | Gmina (II RP) | Powiat (II RP) |
| --- | ------------------------ | ------------- | -------------- |
| Balice, Bojowice, Bolanowice, Horysławice, Hussaków, Jordanówka, Lutków, Moczerady, Myślatycze, Radochońce, Tamanowice i Złotkowice | krukienicki              | Hussaków      | mościski       |
| Hańkowice | krukienicki              | Pnikut        | mościski       |
| Koniuszki Nanowskie, Pakość i Rustweczko                                                                                            | mościski                 | Mościska      | mościski       |

Po wojnie obszar gminy włączono do ZSRR.